# 小行星500
小行星500（500 Selinur）是一颗围绕太阳公转的小行星。1903年1月16日，马克斯·沃夫在海德堡描述了此天体。
該小行星以德国作家弗里德利希·特奥里多尔·费希尔的小说《Auch Einer》的登场人物賽利努爾（Selinur）命名。
这颗小行星的绝对星等为9.3等。

## 相关條目
- 小行星列表/10001-11000

## 外部連結
- Asteroid Lightcurve Database (LCDB)（页面存档备份，存于）, query form (info（页面存档备份，存于）)
- Dictionary of Minor Planet Names, Google books
- Discovery Circumstances: Numbered Minor Planets (10001)-(15000)（页面存档备份，存于） – Minor Planet Center
- 小行星500 at AstDyS-2, Asteroids—Dynamic Site
  - Ephemeris · Observation prediction · Orbital info · Proper elements · Observational info
- NASA JPL小天體瀏覽器上的小行星500

| 前一小行星： 小行星499 | 小行星列表 | 後一小行星： 小行星501 |